# Иннокентий (Сельнокринов)
Архиепи́скоп Инноке́нтий (в миру Яков Максимович Сельнокринов (Сельно-Кринов), фамилия при рождении Коровин; 1778, Нытвенский завод, Пермская провинция, Казанская губерния — 25 апреля 1840, Козельск, Калужская губерния) — епископ Русской православной церкви, архиепископ Орловский и Севский.

## Биография
Родился 1778 году в Нытвенском заводе (впоследствии - Оханский уезд, Пермская губерния; ныне - город Нытва, Пермский край) в семье пономаря.
С 1797 года учался в Вятской духовной семинарии.
11 ноября 1801 года епископом Пермским Иоанн (Островским) в Перми были открыты первые классы Пермской Духовной Семинарии. В числе 20 воспитанников, переведённых в Пермь из Вятской духовной семинарии, был и Иаков Максимович Сельнокринов-Коровин. Состоял певчим архиерейского хора.
С 1805 года был учителем греческого языка Пермской духовной семинарии.
В 1808 году принял монашество. В 1813 году произведён в архимандрита Соликамского Истобенского монастыря.
В 1818 году комиссией духовных училищ назначен учителем церковной и гражданской истории и инспектором Пермской семинарии.
В бытность в Перми он вел близкое знакомство с проживавшим там в ссылке гр. М. М. Сперанским.
В 1824 году переведён во Псков ректором семинарии и профессором богословских наук; затем назначен присутствующим в консистории, благочинным над монастырями и архимандритом Елизарова монастыря.
В 1826 году вызван в Санкт-Петербург на чреду священнослужения и проповеди.
23 мая 1827 году в Москве хиротонисан во епископа Дмитровского, викария Московской митрополии.
28 марта 1831 году переведён в Курск.
Когда в западных губерниях начато было проведение подготовительных мер к воссоединению униатов и на тамошние кафедры были предназначены избранные епископы, Иннокентий был назначен 10 февраля 1832 года на Волынскую кафедру, а 25 декабря 1833 г. возведён в сан архиепископа.
На Волыни он оставил заметный след благоустройством Почаевского монастыря, переименованного в 1833 году в Лавру. Тогда же были открыты в Лавре мощи преподобного Иова; в 1836 году он устраивал Волынскую семинарию, которая была переведена из местечка Аннополь в Кременец.
Высочайшим указом 28 января 1840 года был переведён в Орёл, но во время пути на новое место служения скончался в Козельске.